# Balkangemsrot

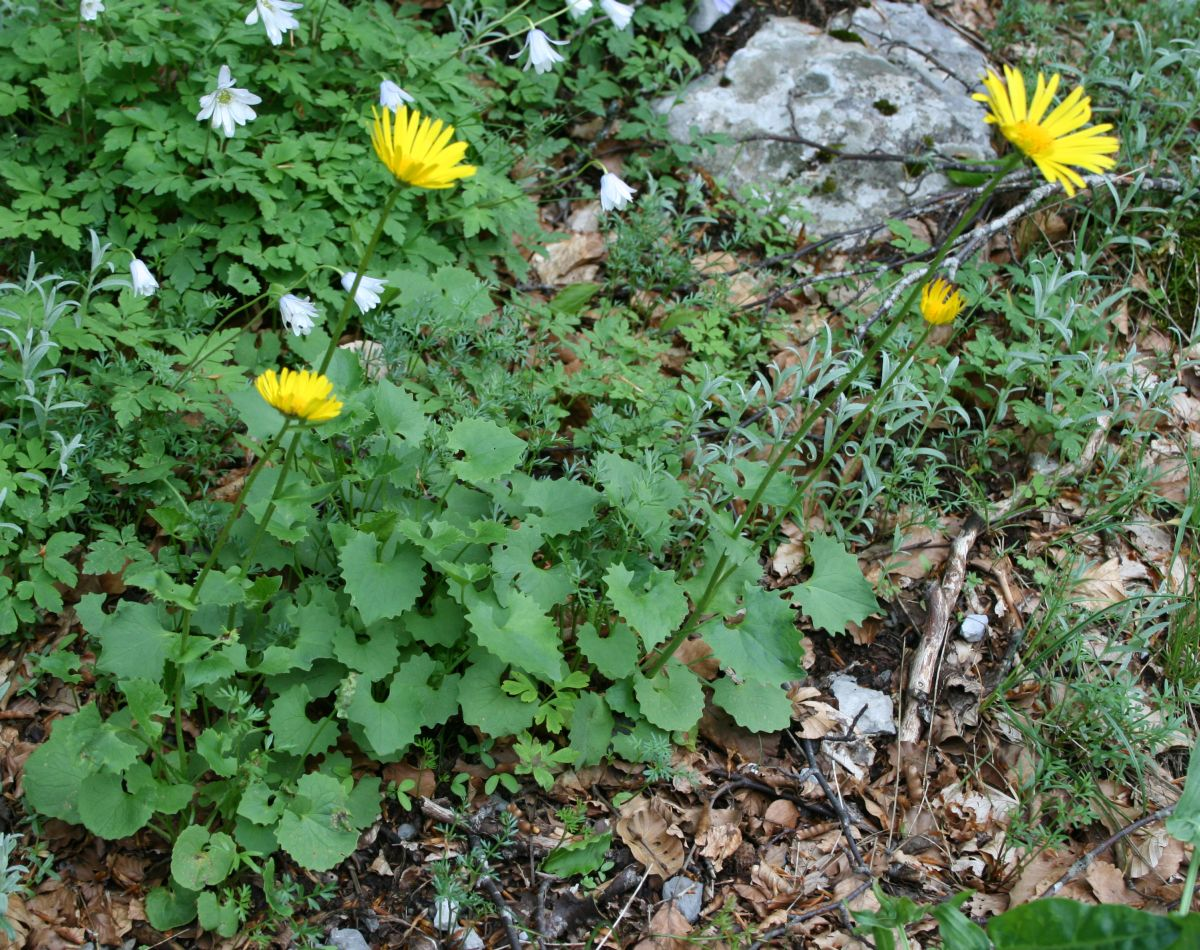
Doronicum columnae

Balkangemsrot (Doronicum columnae) är en växtart i familjen korgblommiga växter.